# Stellaria bungeana
Stellaria bungeana là loài thực vật có hoa thuộc họ Cẩm chướng. Loài này được Fenzl miêu tả khoa học đầu tiên năm 1842.